# كرة القدم في الألعاب الفرانكوفونية 2017
أقيمت بطولة كرة القدم في الألعاب الفرانكوفونية 2017 في الفترة من 21 إلى 30 يوليو في أبيدجان، ساحل العاج. اعتبر تنظيم مسابقة كرة القدم إخفاقًا تامًا من قبل بعض الدول المشاركة. كان من المفترض أن تتبع البطولة قواعد الفيفا لكسر التعادل. ولكن، قررت اللجنة المنظمة تغيير القواعد في خضم المنافسة لصالح ساحل العاج، وبالتالي إقصاء غينيا من دور المجموعات. بسبب هذه التغييرات، تأهلت جمهورية الكونغو الديمقراطية أيضًا إلى الدور نصف النهائي بدلاً من كيبيك. وفي الدور قبل النهائي أيضًا، احتجّ وفد مالي على احتساب الحكم لركلة جزاء غير صحيحة فازت بها الدولة المضيفة ساحل العاج.

## المُنتخبات المُشاركة
- بوركينا فاسو
- الكونغو
- ساحل العاج
- الكاميرون
- جمهورية الكونغو الديمقراطية
- فرنسا
- الغابون (انسحب)
- غينيا
- هايتي
- لبنان
- المغرب
- مالي
- موريشيوس
- النيجر
- كيبك
- السنغال

## القُرعة
تم إجراء القرعة في 23 فبراير 2017.
قبل القرعة، تم تقسيم الفرق إلى أربع قُبّعات.
| القبعة 1 | - ساحل العاج - المغرب - الكونغو - فرنسا                 | القبعة 2 | - السنغال - كيبك - الكاميرون - بوركينا فاسو |
| القبعة 3 | - لبنان - مالي - موريشيوس - جمهورية الكونغو الديمقراطية | القبعة 4 | - هايتي - غينيا - النيجر - الغابون          |

## التشكيلات
يجب أن يكون اللاعبون من مواليد تاريخ 1 يناير 1997 أو بعده.

## مرحلة المجموعات

### كسر التعادل
سيتم تحديد ترتيب كل فريق في كل مجموعة على النحو التالي:
1. الحصول على أكبر عدد من النقاط في مباريات المجموعة
2. الحصول على أكبر عدد من النقاط في المواجهة المباشرة
3. فارق الأهداف في جميع مباريات المجموعة
4. أكبر عدد من الأهداف المسجلة في جميع مباريات المجموعة

### المجموعة 1
| م | الفريق         | لعب | ف | ت | خ | أ.له | أ.ع | أ.ف | نقاط | التأهل                    |
| - | -------------- | --- | - | - | - | ---- | --- | --- | ---- | ------------------------- |
| 1 | ساحل العاج (H) | 3   | 2 | 0 | 1 | 5    | 3   | +2  | 6    | تأهل إلى دور خروج المغلوب |
| 2 | غينيا          | 3   | 2 | 0 | 1 | 6    | 5   | +1  | 6    |                           |
| 3 | بوركينا فاسو   | 3   | 1 | 1 | 1 | 3    | 3   | 0   | 4    |                           |
| 4 | لبنان          | 3   | 0 | 1 | 2 | 2    | 5   | −3  | 1    |                           |

| غينيا                   | 3–2   | ساحل العاج            |
| ----------------------- | ----- | --------------------- |
| توري 26'، 77' · سيس 42' | تقرير | لوبا 16' · ميليكي 89' |

| بوركينا فاسو | 1–1   | لبنان     |
| ------------ | ----- | --------- |
| سيسي 33'     | تقرير | الشوم 89' |

| ساحل العاج | 1–0   | بوركينا فاسو |
| ---------- | ----- | ------------ |
| لوبا 74'   | تقرير |              |

| لبنان    | 1–2   | غينيا                |
| -------- | ----- | -------------------- |
| مهنا 62' | تقرير | باه 40' · كامارا 87' |

| ساحل العاج           | 2–0   | لبنان |
| -------------------- | ----- | ----- |
| تا بي 32' · لوبا 69' | تقرير |       |

| بوركينا فاسو  | 2–1   | غينيا     |
| ------------- | ----- | --------- |
| سيسي 13'، 85' | تقرير | سوماه 52' |

### المجموعة 2
| م | الفريق    | لعب | ف | ت | خ | أ.له | أ.ع | أ.ف | نقاط | التأهل                    |
| - | --------- | --- | - | - | - | ---- | --- | --- | ---- | ------------------------- |
| 1 | مالي      | 3   | 1 | 2 | 0 | 3    | 0   | +3  | 5    | تأهل إلى دور خروج المغلوب |
| 2 | الكاميرون | 3   | 1 | 2 | 0 | 2    | 0   | +2  | 5    |                           |
| 3 | الكونغو   | 3   | 1 | 1 | 1 | 4    | 3   | +1  | 4    |                           |
| 4 | النيجر    | 3   | 0 | 1 | 2 | 1    | 7   | −6  | 1    |                           |

| النيجر      | 1–4   | الكونغو                                                        |
| ----------- | ----- | -------------------------------------------------------------- |
| هاينكوي 38' | تقرير | ماسالا مالك 30' · نغيسي أونداما 34' · نكايا 43' · أوندونغو 47' |

| الكاميرون | 0–0   | مالي |
| --------- | ----- | ---- |
|           | تقرير |      |

| الكونغو | 0–2   | الكاميرون                   |
| ------- | ----- | --------------------------- |
|         | تقرير | نجيدجول 11' · مونتالا 90+2' |

| مالي                                    | 3–0   | النيجر |
| --------------------------------------- | ----- | ------ |
| د. تراوري 44' · م. تراوري 47' · كان 80' | تقرير |        |

| الكونغو | 0–0   | مالي |
| ------- | ----- | ---- |
|         | تقرير |      |

| الكاميرون | 0–0   | النيجر |
| --------- | ----- | ------ |
|           | تقرير |        |

### المجموعة 3
| م | الفريق   | لعب | ف | ت | خ | أ.له | أ.ع | أ.ف | نقاط | التأهل                    |
| - | -------- | --- | - | - | - | ---- | --- | --- | ---- | ------------------------- |
| 1 | المغرب   | 3   | 2 | 1 | 0 | 11   | 0   | +11 | 7    | تأهل إلى دور خروج المغلوب |
| 2 | السنغال  | 3   | 2 | 1 | 0 | 8    | 1   | +7  | 7    |                           |
| 3 | موريشيوس | 3   | 1 | 0 | 2 | 4    | 13  | −9  | 3    |                           |
| 4 | الغابون  | 3   | 0 | 0 | 3 | 0    | 9   | −9  | 0    | انسحب                     |

| الغابون | 0–3 (Forfeited) | المغرب |
| ------- | --------------- | ------ |
|         |                 |        |

| السنغال                                              | 5–1   | موريشيوس    |
| ---------------------------------------------------- | ----- | ----------- |
| نيانغ 19'، 65' · با 47' · دجبيتي 51' · محمد ديوب 73' | تقرير | جوليكور 54' |

| المغرب | 0–0   | السنغال |
| ------ | ----- | ------- |
|        | تقرير |         |

| موريشيوس | 3–0 (Forfeited) | الغابون |
| -------- | --------------- | ------- |
|          |                 |         |

| المغرب                                                             | 8–0   | موريشيوس |
| ------------------------------------------------------------------ | ----- | -------- |
| كيين 5'، 56' · ناسيك 41'، 60'، 83' · بوطويل 66' · هنوري 88'، 90+1' | تقرير |          |

| السنغال | 3–0 (Forfeited) | الغابون |
| ------- | --------------- | ------- |
|         |                 |         |

### المجموعة 4
| م | الفريق                      | لعب | ف | ت | خ | أ.له | أ.ع | أ.ف | نقاط | التأهل                    |
| - | --------------------------- | --- | - | - | - | ---- | --- | --- | ---- | ------------------------- |
| 1 | جمهورية الكونغو الديمقراطية | 3   | 2 | 0 | 1 | 3    | 2   | +1  | 6    | تأهل إلى دور خروج المغلوب |
| 2 | كيبك                        | 3   | 2 | 0 | 1 | 3    | 4   | −1  | 6    |                           |
| 3 | فرنسا                       | 3   | 1 | 1 | 1 | 5    | 3   | +2  | 4    |                           |
| 4 | هايتي                       | 3   | 0 | 1 | 2 | 2    | 4   | −2  | 1    |                           |

| هايتي    | 1–1   | فرنسا        |
| -------- | ----- | ------------ |
| غيوم 82' | تقرير | مرويفيلي 80' |

| كيبك          | 1–0   | جمهورية الكونغو الديمقراطية |
| ------------- | ----- | --------------------------- |
| بالبينوتي 36' | تقرير |                             |

| فرنسا                      | 3–0   | كيبك |
| -------------------------- | ----- | ---- |
| كروي 31'، 63' · محادجي 33' | تقرير |      |

| جمهورية الكونغو الديمقراطية | 1–0   | هايتي |
| --------------------------- | ----- | ----- |
| نزيمبيلي 83'                | تقرير |       |

| فرنسا     | 1–2   | جمهورية الكونغو الديمقراطية |
| --------- | ----- | --------------------------- |
| نكادا 85' | تقرير | زولا 54' · ليسيكي 87'       |

| كيبك            | 2–1   | هايتي    |
| --------------- | ----- | -------- |
| بوبي 58'، 90+1' | تقرير | جودي 53' |

## دور خروج المغلوب

### نصف النهائي
| ساحل العاج                   | 2–1   | مالي         |
| ---------------------------- | ----- | ------------ |
| ديابي 18' · لوبا 79' (ركلة.) | تقرير | كامارا 45+6' |

| المغرب    | 1–0   | جمهورية الكونغو الديمقراطية |
| --------- | ----- | --------------------------- |
| هنوري 84' | تقرير |                             |

### مباراة المركز الثالث
| مالي                   | 2–1   | جمهورية الكونغو الديمقراطية |
| ---------------------- | ----- | --------------------------- |
| توريه 9' · ندياي 90+1' | تقرير | نيل 37'                     |

### النهائي
| ساحل العاج                                              | 1–1 (ب.و.إ.) | المغرب                                                  |
| ------------------------------------------------------- | ------------ | ------------------------------------------------------- |
| كاسي 64'                                                | تقرير        | كيين 8'                                                 |
| ركلات الترجيح                                           |              |                                                         |
| لوبا · سانوغو · نيانغبو · ميليكي · تا بي · ديابي · كاسي | 6–7          | المرابيط · الوردي · غدارين · باري · كيين · باش · بوطويل |

## روابط خارجية
- "نتائج البطولة". Francophonie.org. مؤرشف من الأصل في 2022-07-02.